# Miguel Arias Cañete
Pour les articles homonymes, voir Cañete.
Miguel Arias Cañete, né le 24 février 1950 à Madrid, est un homme politique espagnol, membre du Parti populaire (PP) et commissaire européen de 2014 à 2019.
Arias commence sa carrière politique en 1982, comme député régional avançant sénateur d'Andalousie. Élu au Parlement européen en 1987, il revient douze ans plus tard dans la vie politique espagnole et devient, en 2000, ministre de l'Agriculture de José María Aznar et membre du Conseil d’administration de la fondation politique DAES.
Avec le retour au pouvoir du PP, en 2011, sous la direction de Mariano Rajoy, il est nommé ministre de l'Agriculture et de l'Environnement.
En 2014, il est choisi comme tête de liste du PP pour les élections européennes et quitte alors le gouvernement d'Espagne. En septembre 2014, le président de la Commission le propose au poste de commissaire à l'énergie et au climat.

## Biographie

### Scolarité
Il effectue sa scolarité chez les jésuites, puis intègre l'université complutense de Madrid, où il obtient une licence de droit en 1971.
Trois ans plus tard, il passe avec succès le concours d'avocat de l'État.

### Une première carrière professionnelle dans la fonction publique
En 1974, en tant qu'avocat, il entre dans le corps espagnol des avocats de l'État.
Il travaille notamment pour les délégations du ministère des Finances de Jerez de la Frontera, puis Cadix, avant de quitter ces fonctions en 1978.
Par la suite, il enseigne le droit à la faculté de droit de Jerez de la Frontera.
De 1999 à 2000, il est procureur aux parquets de Cadix et de Jerez de la Frontera

### Une seconde carrière professionnelle dans le privé
Il met ensuite ses compétences de juriste au service du privé en se spécialisant dans le contentieux fiscal et le droit des entreprises.
De 2005 à 2011, il fait partie d'une association d'avocats de Jerez de la Frontera (ou Xéres pour les francophones ; première ville en termes d’activité économique de la province de Cadix en Andalousie), tout en prenant durant cette même période la présidence de deux entreprises pétrolières espagnoles (présidence qu’il abandonnera pour devenir ministre).

### Des débuts politiques en Andalousie
Membre de l'Alliance populaire (AP), Arias est élu, le 23 mai 1982, député de Cadix au Parlement d'Andalousie, puis sénateur le 28 octobre suivant. Il ne se représente pas aux élections régionales et sénatoriales du 22 juin 1986.
Selon sa déclaration de conflit d'intérêts il a aussi été membre du conseil d'administration de la Fundación para el Análisis y los Estudios Sociales (FAES), qui se présente comme un think tank espagnol basé à Madrid, intéressé par l'analyse et l’étude du corps social. Le FAES est déclaré comme association sans but lucratif présidée par José María Aznar et défend une idéologie libérale conservatrice en Espagne, en lien étroit avec le Parti populaire (PP) (il est officieusement désigné comme « le laboratoire d’idées du Parti populaire » ; son rapport annuel d'activité peut être téléchargé sur son site Web ou sur le site européen des fondations politiques. La FAES a notamment organisé en 2013 un séminaire destiné à « résoudre le problème de l'énergie et son impact sur les conditions géostratégiques dans le contexte économique et politique international » où « Le modèle américain de l'énergie a été présentée comme un exemple pour mettre l'accent sur trois questions clés : la diversification de l'offre de sources d'énergie, la diversification technologique et le soutien à la R & D » L’évolution du secteur énergétique aux États-Unis a été au centre du débat, étudiée à partir des dernières décennies jusqu'à aujourd'hui, ainsi que les implications de la maturation rapide des technologies d’extraction du gaz de schiste, et a publié en octobre 2013 une proposition de nouvelle stratégie énergétique pour l’Espagne ainsi que des recommandations visant à diminuer les taxes pour, selon le FAES relancer l’efficience et la compétitivité au service du marché

### Un long passage au Parlement européen
Lors des élections européennes spéciales du 10 juin 1987, consécutives à l'entrée de l'Espagne dans la Communauté économique européenne, Arias est élu député au Parlement européen, en douzième position sur la liste de l'AP, emmenée par Manuel Fraga. Il est réélu en juin 1989, en treizième position sur la liste du nouveau Parti populaire, conduite par Marcelino Oreja. En juin 1994, placé à la vingt-quatrième place de la liste d'Abel Matutes, il sauve son mandat grâce à l'excellent résultat obtenu par le PP, plus de 40 % des suffrages.
À l'ouverture de la législature, il est élu président de la commission de la Pêche. Après les renouvellements de poste à mi-mandat, en janvier 1997, il est porté à la présidence de la commission de la Politique régionale. Il ne se représente pas à la fin de son mandat, en juin 1999.

### Ministre d'Aznar
À l'occasion des élections générales du 12 mars 2000, Arias retrouve son siège de sénateur de Cadix en remportant le plus grand nombre de suffrages dans la province. Le 28 avril suivant, il est nommé ministre de l'Agriculture, de la Pêche et de l'Alimentation par José María Aznar. Il affirme alors sa volonté de fortement réglementer le secteur par le vote de plusieurs lois concernant la viticulture, l'alimentation, la santé animale, une frénésie pas vue depuis plus de vingt ans.

### Dirigeant du Parti populaire
Désigné tête de liste dans la circonscription électorale de Cadix pour les élections générales du 14 mars 2004 au mois de janvier précédent, Arias ne remporte que 33 % des voix, en recul de huit points, et trois sièges sur neuf, soit un de moins qu'en 2000. À l'ouverture de la nouvelle législature, sa première au Congrès des députés, il devient porte-parole du groupe PP à la commission de l'Économie, le parti ayant choisi de confier aux anciens ministres des responsabilités différentes de celles qu'ils exerçaient au gouvernement.
Le 3 octobre suivant, il est élu secrétaire exécutif à l'Économie et à l'Emploi, lors du XVe congrès du Parti populaire, à Madrid. Dans le jeu de pouvoir interne, il est alors perçu comme un homme du parti, à la fois proche de Rodrigo Rato et Esperanza Aguirre. Aux élections générales du 9 mars 2008, il est élu député de Madrid. À peine trois mois plus tard, le 22 juin, il est désigné président du comité électoral du PP, au cours du XVIe congrès, à Valence.

### Ministre de Rajoy
Réélu député de Madrid le 20 novembre 2011, Arias est nommé, le 22 décembre suivant, ministre de l'Agriculture, de l'Alimentation et de l'Environnement dans le gouvernement de Mariano Rajoy. Cette décision va à l'encontre de ses promesses de campagne et de ses déclarations lors du débat d'investiture, selon lesquelles le ministère de l'Agriculture serait reconstitué,.
Le 28 avril 2014, il est remplacé par Isabel García Tejerina, après avoir été désigné tête de liste du PP pour les élections européennes du 25 mai suivant.

### Retour au Parlement européen
En 2014, il est élu comme tête de liste du PP aux élections européennes. Le 10 septembre 2014 lors de la distribution des 27 portefeuilles de commissaires européens, Jean-Claude Juncker, le nouveau président de la Commission le propose comme commissaire au Climat et à l'Énergie (fusion de deux portefeuilles dans l’exécutif précédent) dans sa nouvelle équipe. La composition de la "nouvelle Commission" doit cependant être approuvée dans son ensemble par un vote des europarlementaires, après une audition des 27 commissaires par les eurodéputés issus des commissions correspondant au poste brigué par le candidat ; les commissaires sont donc en quelque sorte auditionné par leurs pairs.
Lors de son audition le 1er octobre 2014, sans expliquer comment il comptait atteindre ces objectifs, il a plaidé pour une Europe produisant 1/3 de son énergie en énergie propre « Ce n'est pas seulement une question de sécurité de l'approvisionnement et de politique climatique responsable. Il s'agit aussi d'un impératif pour la politique industrielle » précise-t-il répétant littéralement le courrier envoyé par Jean-Claude Juncker. Il promeut la lutte contre le réchauffement climatique et la création d'un réseau intégré de l'énergie en Europe, une régulation des émissions de GES des navires, tout en promettant de faire prévaloir les arguments scientifiques face au discours climatosceptique comme il l’a selon lui fait quand il était ministre de l'agriculture et de l’environnement de son pays, de travailler à l’adoption de la « proposition législative existante pour une réserve de stabilité du marché au sein du système européen d’échange de quotas d’émission (SEQE) » et de diminuer l'allocation annuelle de quotas d’émission de gaz à effet de serre (GES). Il estime que sa participation aux sommets climatiques de Doha et de Varsovie (comme ministre de l’environnement espagnol) lui a « donné une très bonne connaissance des mécanismes de négociations internationales dans le cadre des Nations unies qui [lui] sera certainement utile lors des négociations à la conférence de Paris en 2015 », ajoutant que la sécurité de l'approvisionnement énergétique sera pour lui une « priorité immédiate étant donné la situation géopolitique actuelle » (crise du gaz russe), sans toutefois citer les gaz de schiste plébiscités par son parti en Espagne.

## Autres fonctions
Selon sa déclaration européenne 2014 de conflit d'intérêts, il a aussi été commentateur sur la chaîne Cope.

## Controverse
Tout eurodéputé doit préciser (oralement ou par écrit, et avant d'intervenir) ses éventuels conflits d’intérêt sur toute question qu’il a à traiter, et le cas échéant, il ne doit pas prendre part aux votes ni aux discussions. Les controverses relatives à Miguel Arias y Cañete portent principalement sur les conflits d'intérêts.
En 2001, El País cite des exemples de conflits entre ses intérêts économiques (personnels ou familiaux) et son travail de député européen,.
Ainsi, en novembre 1991, Arias Cañete est intervenu comme député européen sur la législation européenne sur les jeux d'argent, par une question orale portant sur l'opportunité de libéraliser le secteur des jeux dans l'UE : « L'industrie du jeu dans la Communauté déplace d'énormes quantités d'argent chaque année, elle est une source importante de revenus pour de nombreux États membres (…) et il y a d'énormes disparités dans les différentes réglementations nationales qui la concernent. Compte tenu de ces circonstances, et compte tenu du marché unique, (...) : quelles mesures compte prendre la Commission et dans combien de temps libéralisera-t-elle et harmonisera-t-elle l'industrie du jeu dans la Communauté ? » avait-il demandé.
Or selon El País, Arias Cañete a dirigé 2 entreprises de salles de jeux de bingo (CEBINGO SA, Tecnijuego). Il affirme n'y avoir été que simple « conseiller financier », bien que le registre des entreprises de la « ville autonome de Ceuta » le désigne comme Directeur, au moins depuis aout 1994, ce mandat ayant été renouvelé (sans son consentement ni son autorisation, selon lui) en février 1997, ce qui le mettait encore en situation de conflit d’intérêts.
Don Miguel Arias y Cañete, en tant que député et porte-parole du PP (Parti populaire) a aussi cherché à influencer la future réglementation sur l'importation de véhicules et les ventes de pièces détachées, alors qu'il avait des intérêts financiers dans ce domaine : en juillet 1992, il a demandé au parlement qu'il lève les obstacles à l'importation de véhicules dont le volant est à droite (autorisés comme véhicules de collections, mais au contrôle technique des véhicules espagnol). « Quelles mesures la Commission entend prendre pour empêcher de telles pratiques discriminatoires ? »». Et 4 ans plus tard (en 1996), il a par une question orale cherché à casser le monopole de la vente de pièces automobiles qui existe dans certains pays européens et à avancer la date limite de suppression de cette restriction afin de faire baisser le prix des pièces de rechange. El País rappelle qu'Arias Cañete a été en novembre 1997 nommé directeur d’une entreprise (ITALCAR Espagne SA) qui vend à Ceuta des véhicules et des pièces de rechange, mandat prolongé en avril 1999. De plus, Pedro Serran Pagan, gérant d'Italcar était aussi partenaire d’Arias Cañete dans les sociétés de jeu Tecnijuego et Cebingo ajoute El País.
Il est accusé d'avoir omis de déclarer plusieurs de ses fonctions de conseiller, administrateur ou dirigeant, alors qu'elles étaient sources de conflits d'intérêts, et pour au moins 5 de ces entreprises, selon certains de ses détracteurs, les charges qu'il avait au sein de ces dernières n'avaient pas expiré alors qu'il était ministre en fonction, ce que la loi espagnole interdit.
En avril 2014, la presse révèle que 6 ans plus tôt, Petrolífera Dúcar a demandé et obtenu l'autorisation d'utiliser un terrain public pour y construire un stockage de produits pétroliers sur le port de Ceuta, et au même moment il apparaissait que Petrologis Canaris bénéficiait d'un contrat de fourniture de carburants avec l'administration des îles Canaries, deux faits qu'Arias Cañete devait légalement déclarer. Concernant Petrologis Canaris, il a affirmé qu'il n'était pas au courant de la signature du contrat.
En septembre 2014, l'eurodéputé se retrouve dans une situation assez similaire : une partie de la presse et plusieurs ONG dont l'ONG Corporate Europe Observatory (qui surveille l'activité des lobbies et promeut la transparence dans l'institution européenne) réagissent vivement à la proposition faite par le président de la Commission de le nommer comme candidat Commissaire européen à l'action pour le climat, en dénonçant des liens étroits entre Arias Cañete et les industries agricoles (via son épouse Micaela Domecq Solís) et avec l'industrie pétrolière.
Le Sunday Times le surnomme M. Pétrole (« Señor Petrolhead ») et le présente comme machiste en se basant sur un récent dérapage sexiste (pour justifier sa mauvaise performance lors d'un débat avec une femme, il avait déclaré qu'il est « très compliqué » d'avoir un débat entre un homme et une femme, parce que, si l'homme fait preuve de « supériorité intellectuelle », il donnera « l'impression d'être sexiste » devant une « femme sans défense »). Le journal note aussi que ce collectionneur de voitures classiques qui voudrait conduire la transition énergétique européenne prend également part à des rallyes à grande vitesse (il a aussi été président du Royal automobile club d'Espagne).
Peu après le journal Le Monde dans un article intitulé « Conflits d'intérêt : Miguel Cañete ne doit pas devenir Commissaire européen » le présente comme « membre d'un des gouvernements européens les plus hostiles aux énergies renouvelables » et rappelle que la lettre des traités européens dit que « les membres de la Commission sont choisis en raison de leurs compétences générales, de leur engagement européen et parmi des personnalités offrant toutes les garanties d'indépendance ». Selon ce journal « la candidature de Miguel Arias Cañete soulève de possibles et très sérieux conflits d'intérêts », les 2 compagnies pétrolières « qu'il a lui-même fondées » sont contrôlées par « deux de ses beaux-frères ». L'auteur de l'article se demande à qui il a revendu ses parts, ajoutant qu'« il existe de plus des soupçons de dissimulation d'intérêts personnels et de famille, via des montages fiscaux, vers une société écran (Havorad BV) basée aux Pays-Bas. À travers cette entreprise écran, la famille proche de Miguel Arias y Cañete possède également un tiers de la filiale panaméenne de Cepsa, géant pétrolier espagnol ! ».
EurActiv publie pour sa part en octobre 2014 une note indiquant que « la candidature de l'Espagnol a déclenché une vague d'incrédulité parmi les eurodéputés et la société civile à cause notamment de ses liens avec l'industrie pétrolière » et « suscite un fort mécontentement ». La note précise qu'une manifestation « Stop Cañete » est annoncée devant le siège du Parlement le jour de son audition par les eurodéputés (01-10-2014). Podemos (parti de gauche radicale fondé en 2014) cite des articles le soupçonnant d'évasion fiscale ou signalant qu'en 1996, alors qu'il était eurodéputé, « il s'était battu pour obtenir des subventions de la politique agricole commune. Sa femme, qui élève des taureaux destinés à la tauromachie, avait alors touché des subventions de la PAC. Elle avait aussi fait l'objet d'une enquête pour avoir tiré profit d'informations secrètes lorsque son mari était ministre de l'Agriculture afin d’obtenir ces subventions ». Ce dernier a défendu l'activité tauromachique le 21 mai 1996 en plaidant que « Le Taureau de Lidia est une race d'origine ibérique, sous réserve de garanties strictes de la pureté élevage par le ministère de l'Agriculture. Ces bovins sont élevés sur 600 000 hectares d'herbages, qui s'ils n'étaient pas destinés à cette utilisation seraient condamnés à la désertification ». Après un vibrant hommage à sa viande "totalement sans hormones ni anabolisants", le porte-parole du Parti populaire européen a ajouté : « Par conséquent, nous concluons que l'exclusion des taureaux de combats des subventions européennes est totalement discriminatoire et injuste ». En 2001, il a annoncé s'être mis en retrait en tant que ministre de décisions concernant le secteur du taureau de combat parce qu'en conflit d'intérêts, et sa décision de continuer à rencontrer un lobby d'éleveurs de taureaux a conduit des appels à ouvrir une enquête pour savoir s'il a ou non violé la loi espagnole sur le conflit d'intérêts,.
Selon le journal en ligne El Confidencial, alors que Don Arias Cañete était à la tête du ministère de l'Agriculture et était chargé de négocier le nouveau paquet d'aide de la PAC (la plus grosse source de subventions européennes), il pourrait avoir fait profiter sa famille de l'argent de la PAC (pour 1,8 million € notamment versés à la société INVALSUR SL prélevés sur la PAC via le FEGA ; Fondo Español de Garantía Agraria). En 2002, sa femme Micaela Domecq avait du répondre d'anomalies concernant des subventions demandés et obtenues, devant une commission d'enquête,
Selon le journal espagnol Vozpópuli et EurActiv, Don Arias Cañete a déclaré avoir fait les démarches pour déclarer tous ses actifs et intérêts financiers, ceux de sa femme, et ses activités professionnelles, pour éviter tout conflit d'intérêts, ajoutant « « Je n'agirai jamais dans des domaines en lien avec mon portefeuille dans lesquels je pourrais avoir des intérêts financiers, familiaux ou personnels qui pourraient mettre en doute mon indépendance. Si je suis confronté à une situation de cette nature, j'irais en informer dans les plus brefs délais le président de la Commission » ». Le 26 septembre 2014 le journal Vozpópuli dans un article intitulé « Los bienes ocultos de Cañete: declara en Bruselas 636.500 euros en acciones bancarias y petroleras » publie et commente la déclaration d'intérêt du candidat. Trois jours plus tard le même journal fait savoir que Don Arias Cañete a changé sa déclaration d'intérêt après avoir oublié d'inclure 30 000 € de bonus.
On lui reproche aussi de relations peu claires avec Havorad (une société-écran qui investit dans les paradis fiscaux)
Il a affirmé avoir été nommé contre son gré et/ou sans en avoir été informé et sans acte notarié à plusieurs postes, mais selon certains de ses détracteurs, des actes signés par 5 notaires disent le contraire dans des documents conservés au registre du commerce de Ceuta en Afrique du Nord, de même pour le Registre du Commerce de Madrid.
Un rapport a été présenté au Congrès par le ministre espagnol de l'Administration publique, Jesus Posada pour défendre sa probité, selon lequel, Don Arias y Cañete avait abandonné toutes ses charges dans le privé avant d'être ministre, « il n'y a pas la moindre indication de sa participation dans la société AB Asesores Bursátiles », une société de Séville (ce que contredit pourtant la biographie officielle de Cañete publiée par le sénat espagnol lui-même après les élections de mars 2000, selon laquelle il y a servi comme secrétaire jusqu'en septembre 1992, puis y a été nommé administrateur en mars 1996). Selon ce rapport, la société CIVISOL SL, "n'existe pas" et donc Miguel Arias Cañete n'a pas pu en être administrateur.
Selon El Diario, l'ordre du jour de la commission des pétitions du Parlement européen a été modifié sous la pression du Parti populaire afin d'exclure tous les points concernant les enquêtes sur le pétrole pour tenter de préserver l'image du candidat Arias Cañete.
En réponse à ces mises en cause, Don Arias Cañete a annoncé la vente des actifs qu'il possédait dans deux compagnies pétrolières dont il était président avant d'entrer au gouvernement espagnol : Petrolífera Dúcar qu'il a présidé de 2005 à 2011, et Petrologis Canaris qu'il a également présidé de 2005 à 2011, mais les associations considèrent que les liens familiaux qu'il conserve via la présence de son fils au conseil d'administration de ces deux compagnies et le fait que son gendre en soit président relèvent du conflit d'intérêts,.
Près de 300 000 personnes, dont 76 eurodéputés, avaient les jours précédant son audition signé une pétition contre sa nomination « "Ni moi, ni ma femme, ni mon fils n'avons plus de participation dans ces sociétés", a-t-il dit, sans répondre toutefois aux questions relatives à son beau-frère » ajoutant que « De toute façon, les deux sociétés sont de taille tellement insignifiante qu'elles ne sauraient donner lieu à un conflit d'intérêt [sic] ».
Lors de son audition le 1er octobre 2014, pour la responsabilité de commissaire européen à l'Énergie et au Climat, il s'est excusé pour ses récentes propos sexistes « malheureux » pendant la campagne des européennes, et a annoncé que, s'il est confirmé, son cabinet sera dirigé par une femme et respectera l‘égalité des sexes.
Il a démenti être en situation de conflit d'intérêts, puisqu’ayant vendu ses actions dans ses deux sociétés pétrolières dès sa désignation comme candidat au poste de commissaire à l'énergie « Mais il peine à convaincre les députés de sa bonne foi » en refusant de répondre aux questions relatives à ses liens avec les entreprises gérées par sa belle famille et en particulier par son beau-frère et partenaire en affaires, Miguel Domecq Solis, dans la gestion de ces sociétés dont il préside leur conseil d'administration. Cañete fait valoir que, même si sa démission n'a pas été enregistrée au Registre du Commerce jusqu'en décembre 2000, il avait cessé d'exercer en tant qu'administrateur avant sa nomination comme ministre en avril de cette année.
Il a aussi été membre du Conseil d'administration de la compagnie immobilière Bami Newco de 2009 à 2011 mais, dont il aurait vendu ses actions, et qui aurait fait une demande de dépôt de bilan en 2013 (avec 627 millions € de dettes).

## Distinctions honorifiques
- Grand-croix de l'ordre de Charles III
- Grand-croix de l'ordre du Mérite civil
- Chevalier de l'ordre du Mérite agricole
- Chevalier de l'ordre souverain de Malte